# شون أورتيز
شون أورتيز هو لاعب كرة القدم الكندية كندي، ولد في 5 أبريل 1985 في وايت روك في كندا.